# 나이젤 더 용
나이젤 더 용(네덜란드어: Nigel de Jong 나이절 더 용[*] [ˈnɑjdʒəl də ˈjɔŋ], 1984년 11월 30일 ~ )은 네덜란드의 은퇴한 축구 선수이다. 어린 시절 AFC 아약스 유스 아카데미에 수비형 미드필더로 들어갔으며, 만 17세의 나이에 AFC 아약스 1군이 되었다. 2년 후인 2004년 네덜란드 대표팀에 데뷔하였으며, 2006년 독일 분데스리가의 함부르거 SV로 이적하였고, 2009년 잉글랜드 프리미어리그의 맨체스터 시티 FC로 이적하으며, 2012년 이탈리아 세리에 A의 AC 밀란으로 이적하였다. 그의 아버지는 네덜란드의 은퇴한 축구 선수 제리 더 용(Jerry de Jong)이다.

### 내용주
1. ↑  ‘나이젤’은 네덜란드식 이름이 아니며, 네덜란드어에서 외래어 단어는 원어에 발음에 가깝게 발음하는 것이 원칙이다.